# Saison 2 de Drag Race México
La deuxième saison de Drag Race México est diffusée pour la première fois à partir du 20 juin 2024 sur WOW Presents Plus.
En juillet 2023, l’émission est renouvelée pour sa deuxième saison. Les juges principaux sont Lolita Banana, Taiga Brava et Óscar Madrazo. Le casting est composé de treize candidates et est annoncé le 23 mai 2024 sur les réseaux sociaux.
La gagnante de la saison reçoit un an d'approvisionnement de maquillage chez Anastasia Beverly Hills et 550 000 pesos mexicains.

## Candidates
Les candidates de la deuxième saison de Drag Race México sont :
(Les noms et âges donnés sont ceux annoncés au moment de la compétition.)
| Candidate          | Âge | Résidence                        | Classement |
| ------------------ | --- | -------------------------------- | ---------- |
| Leexa Fox          | 22  | Mexicali, Basse-Californie       | Gagnante   |
| Eva Blunt          | 35  | Ville de Mexico, Mexico          | Secondes   |
| Horacio Potasio    | 20  | Chihuahua, Chihuahua             | Secondes   |
| Jenary Bloom       | 27  | Tepatitlán de Morelos, Jalisco   | Secondes   |
| Elektra Vandergeld | 26  | Ville de Mexico, Mexico          | 5e place   |
| Unique             | 27  | Aguascalientes, Aguascalientes   | 6e place   |
| Luna Lansman       | 36  | Ville de Mexico, Mexico          | 7e place   |
| Suculenta          | 27  | Ville de Mexico, Mexico          | 8e place   |
| Ava Pocket         | 29  | Ciudad Madero, Tamaulipas        | 9e place   |
| Garçonne           | 29  | Santiago de Querétaro, Querétaro | 10e place  |
| María Bonita       | 31  | Monterrey, Nuevo León            | 11e place  |
| Nina de la Fuente  | 33  | Ville de Mexico, Mexico          | 12e place  |
| Ignus Ars          | 23  | Aguascalientes, Aguascalientes   | 13e place  |

## Progression des candidates
|            |                    | Épisode | Épisode | Épisode | Épisode | Épisode | Épisode | Épisode | Épisode | Épisode | Épisode | Épisode | Épisode  |
| 1          | 2                  | 3       | 4       | 5       | 6       | 7       | 8       | 9       | 10      | 11      | 12      |         |          |
| ---------- | ------------------ | ------- | ------- | ------- | ------- | ------- | ------- | ------- | ------- | ------- | ------- | ------- | -------- |
| Candidates | Leexa Fox          | HIGH    | SAFE    | WIN     | SAFE    | HIGH    | SAFE    | LOW     | BTM2    | SAFE    | HIGH    | INVITÉE | GAGNANTE |
| Candidates | Eva Blunt          | SAFE    | SAFE    | HIGH    | HIGH    | SAFE    | WIN     | HIGH    | HIGH    | SAFE    | WIN     | INVITÉE | SECONDE  |
| Candidates | Horacio Potasio    | SAFE    | WIN     | HIGH    | SAFE    | LOW     | HIGH    | BTM2    | BTM2    | WIN     | HIGH    | INVITÉE | SECONDE  |
| Candidates | Jenary Bloom       | SAFE    | SAFE    | LOW     | WIN     | SAFE    | SAFE    | WIN     | WIN     | BTM2    | BTM2    | INVITÉE | SECONDE  |
| Candidates | Elektra Vandergeld | WIN     | HIGH    | SAFE    | HIGH    | BTM2    | LOW     | HIGH    | LOW     | HIGH    | ELIM    | INVITÉE | INVITÉE  |
| Candidates | Unique             | SAFE    | BTM2    | SAFE    | BTM2    | HIGH    | BTM2    | SAFE    | WIN     | ELIM    |         | INVITÉE | INVITÉE  |
| Candidates | Luna Lansman       | SAFE    | SAFE    | BTM2    | SAFE    | WIN     | WIN     | ELIM    |         |         |         | MISS S. | INVITÉE  |
| Candidates | Suculenta          | LOW     | LOW     | SAFE    | SAFE    | SAFE    | ELIM    |         |         |         |         | INVITÉE | INVITÉE  |
| Candidates | Ava Pocket         | BTM2    | HIGH    | SAFE    | LOW     | ELIM    |         |         |         |         |         | INVITÉE | INVITÉE  |
| Candidates | Garçonne           | HIGH    | SAFE    | SAFE    | ELIM    |         |         |         |         |         |         | MLP     | INVITÉE  |
| Candidates | María Bonita       | SAFE    | SAFE    | ELIM    |         |         |         |         |         |         |         | INVITÉE | INVITÉE  |
| Candidates | Nina de la Fuente  | SAFE    | ELIM    |         |         |         |         |         |         |         |         | MISS S. | INVITÉE  |
| Candidates | Ignus Ars          | ELIM    |         |         |         |         |         |         |         |         |         | INVITÉE | INVITÉE  |

 La candidate a été élue Miss Simpatía.
 La candidate a été élue Miss Look Perdido.
 La candidate a gagné le maxi défi de la semaine.
 La candidate a reçu des critiques positives des juges et a été déclarée sauve.
 La candidate a été déclarée sauve.
 La candidate a reçu des critiques négatives des juges mais a été déclarée sauve.
 La candidate a été en danger d’élimination.
 La candidate a été éliminée.

## Lip-syncs
| Épisode | Candidate          | vs. | Candidate          | Chanson                 | Artiste          | Candidate éliminée |
| ------- | ------------------ | --- | ------------------ | ----------------------- | ---------------- | ------------------ |
| 1       | Ava Pocket         | vs. | Ignus Ars          | Me río de ti            | Gloria Trevi     | Ignus Ars          |
| 2       | Nina de la Fuente  | vs. | Unique             | Mujer Latina            | Thalía           | Nina de la Fuente  |
| 3       | Luna Lansman       | vs. | María Bonita       | Ni una Sola Palabra     | Paulina Rubio    | María Bonita       |
| 4       | Garçonne           | vs. | Unique             | La Calle de las Sirenas | Kabah            | Garçonne           |
| 5       | Ava Pocket         | vs. | Elektra Vandergeld | Reina de Corazones      | Alejandra Guzmán | Ava Pocket         |
| 6       | Suculenta          | vs. | Unique             | Agüita                  | Danna Paola      | Suculenta          |
| 7       | Horacio Potasio    | vs. | Luna Lansman       | Me Hipnotizas           | Anahí            | Luna Lansman       |
| 8       | Horacio Potasio    | vs. | Leexa Fox          | One, Two, Three, Go!    | Belanova         | Aucune             |
| 9       | Jenary Bloom       | vs. | Unique             | Techno Cumbia           | Selena           | Unique             |
| 10      | Elektra Vandergeld | vs. | Jenary Bloom       | Azúcar Amargo           | Fey              | Elektra Vandergeld |

 La candidate a été éliminée après sa première fois en danger d’élimination.
 La candidate a été éliminée après sa deuxième fois en danger d’élimination.
 La candidate a été éliminée après sa quatrième fois en danger d’élimination.

## Juges invités
Cités par ordre d’apparition :
- Lucía Mendez, chanteuse et actrice mexicaine ;
- Herly RG, chanteur et influenceur mexicain ;
- Polo Morín, acteur mexicain ;
- Victoria Volkova, actrice et influenceuse mexicaine ;
- Chantal Andere, actrice et chanteuse mexicaine ;
- Turbulence & Burrita Burrona, duo de drag queens mexicaines ;
- Jhonny Caz, chanteur mexicain.